# 竹田川 (大分県)
竹田川（たけたがわ）は、大分県豊後高田市香々地を流れ、周防灘に注ぐ二級水系の本流。

## 概要
国東半島の伊美山山腹に源を発する。上流域は瀬戸内海国立公園に含まれ、夷谷と呼ばれる渓谷となっている。夷谷は、奇峰が連なる景勝地で大分県の名勝に指定されており、六郷満山の霊仙寺、実相院がある霊場でもある。
国東半島は、椀を伏せたような形状をしており、広い平野はなく、最高峰の両子山を中心に放射状に延びた谷沿いに集落が形成されている。竹田川でも、中流から下流にかけて谷の幅が徐々に広がり、集落が多く見られるようになる。川はやがて周防灘の香々地港に注ぐ。
なお、大分県内には竹田市が存在するため、竹田川は竹田市を流れる川であるとの誤解を受けやすいが、竹田川は県北東部の豊後高田市を流れる川であって、県南西部にある竹田市とは無関係である。

## 並行する交通

### 道路
- 大分県道653号小河内香々地線

## 流域の観光地
- 夷谷